# Luigi Vanvitelli
Luigi Vanvitelli, nacido Lodewijk van Wittel (Nápoles, 12 de mayo de 1700-Caserta, 1 de marzo de 1773) fue un pintor, ingeniero y arquitecto italiano. Su inicial estilo barroco, caracterizado por su sobriedad y academicismo, le sirvió para hacer la transición hacia el neoclasicismo, siendo el arquitecto oficial del papa Clemente XII. Su capacidad técnica y el elegante estilo escenográfico le llevaron a ser elegido por el rey de Nápoles Carlos VII de Borbón para construir el Palacio Real de Caserta. Este proyecto pretendía crear un centro cortesano y gubernamental para el Reino de Nápoles, siguiendo la estela del Palacio de Versalles y será su obra maestra.
Vanvitelli dedicó el resto de su vida a esta tarea, aunque la combinó con otros encargos en la ciudad, como la ampliación del Palacio Real y la construcción de algunas iglesias. En Nápoles ejercitó en gran medida su faceta de ingeniero, pues diseñó todo el sistema hidráulico del Parque de Caserta, para el que construyó el famoso Acueducto Carolino.
En 1997, el palacio de Caserta y el acueducto de Vanvitelli fueron declarados Patrimonio de la Humanidad por la Unesco (con el nombre de «Palacio barroco de Caserta y jardines, acueducto de Vanvitelli y complejo arquitectónico de San Leucio»).

## Biografía

### Formación
Nacido en Nápoles en una familia de artistas originaria de Amersfoort (Países Bajos), su apellido original (van Wittel) fue italianizado en Vanvitelli por su padre Gaspard van Wittel (Gaspare Vanvitelli) que, emigrado a Roma en 1674, se desempeñó como pintor hasta 1736, convirtiéndose en el iniciador del vedutismo (la pintura de paisajes y vistas de ciudades). Luigi Vanvitelli inició su actividad como pintor, siguiendo el ejemplo de su padre, y más tarde se dedicó a la arquitectura para convertirse en uno de los más importantes arquitectos italianos de la época entre el barroco y el neoclasicismo.
Alumno en Roma del poco conocido Antonio Valeri, Vanvitelli se inspiró en la obra de algunos de los grandes arquitectos del barroco, como Gian Lorenzo Bernini, Francesco Borromini, Carlo Fontana o Filippo Juvarra y estudió cuidadosamente los tratados y las obras de los arquitectos de la antigüedad y el Renacimiento. En esos años de formación estableció una amistad duradera y colaboró con el afamado arquitecto Nicola Salvi y se afilió a la Accademia dell'Arcadia (con el nombre de Archimede Fidiaco).
Se distinguió como un arquitecto participando en los concursos para la fachada principal de San Juan de Letrán —que ganó Alessandro Galilei— y para la Fontana de Trevi —finalmente adjudicado a su amigo Nicola Salvi, que la adosará a la fachada sur del Palazzo Poli —, concursos que marcarían el renacimiento artístico de los Estados Pontificios bajo el gobierno ilustrado del papa Clemente XII; los proyectos vanvitellianos, que seguían las nuevas tendencias neoclásicas, fueron muy apreciados en los ambientes más educados, pero el jurado tuvo a bien premiar proyectos que apoyaron el estilo barroco, aún plenamente vigente en Roma.

### Obras en Ancona y Las Marcas

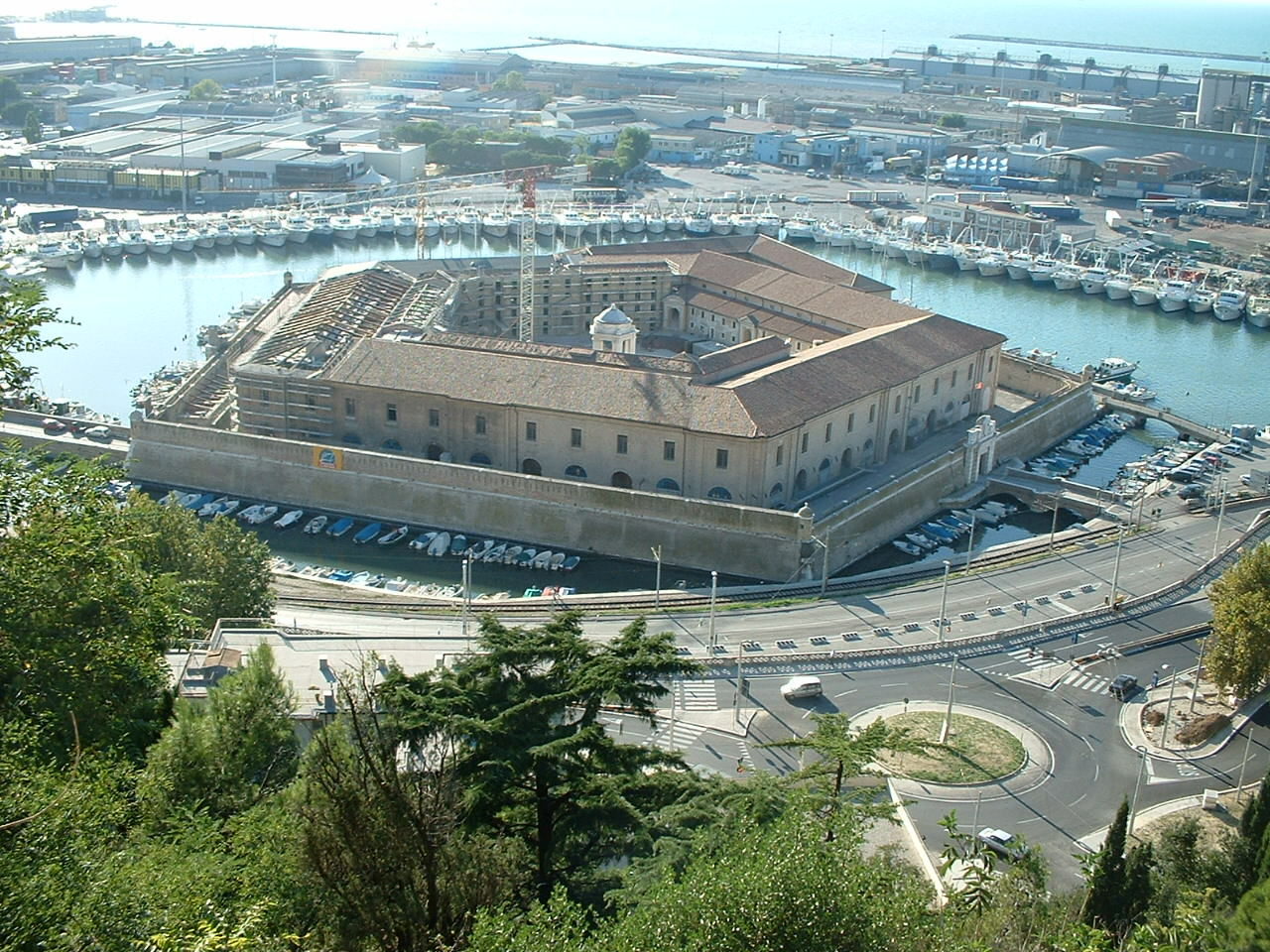
Lazareto de Ancona (1733-1738)

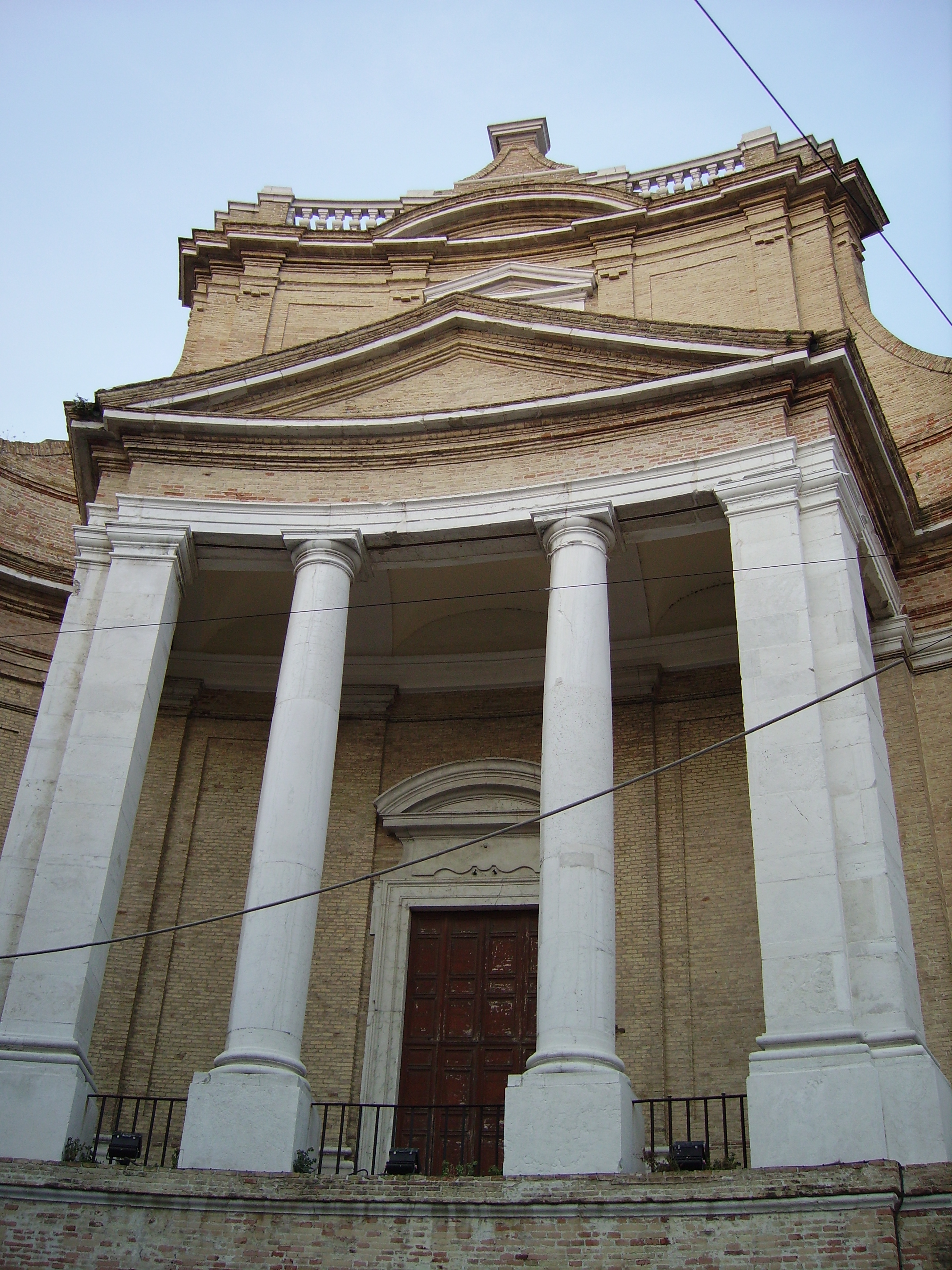
La fachada cóncava de la iglesia del Gesù de Ancona

Después de participar en los concursos romanos, el nombre de Vanvitelli era ya conocido y apreciado, y esto le valió al arquitecto su primer encargo importante, obtenido directamente del papa Clemente XII: rediseñar el puerto de Ancona para que fuese adecuado para actuar como puerto de Roma hacia oriente.
Como parte de los proyectos de Ancona, se recuerda especialmente el Lazareto (1733–1738), construido sobre una gran isla artificial en forma de pentágono, realizada en el puerto por el mismo Vanvitelli que, como buen holandés, sabía bien cómo arrebatar tierras al mar. La forma geométrica regular del gigantesco edificio en pentágonos concéntricos, el templete de San Rocco en el centro del patio, la genial técnica constructiva, la composición armónica de las diversas funciones, el rivellino que apunta hacia el mar abierto hacen del lazaretto anconitano una verdadera obra maestra.
Además del Lazareto, en Ancona también diseñó el Muelle Nuevo, su monumental entrada (el Arco Clementino) y la iglesia del Gesù, que con su fachada cóncava y elevada sobre el mar, reasume la curvatura de todo el puerto. Con estas obras Vanvitelli rediseñó y reinterpretó personalmente la forma del puerto y de la ciudad. Así dio un anticipo de su gran habilidad como paisajista, la misma que desarrollará más adelante en el famoso Reggia di Caserta. En Ancona también trabajó en el Duomo (donde diseñó el edículo de la Regina de todos los santos) y en el Palazzo Ferretti (hoy Museo arqueológico nacional de las Marcas).
En los años treinta y cuarenta del Settecento, el artista trabajó en toda la región que hoy son las Marcas: diseñó el característico campanile de la Basílica de la Santa Casa de Loreto, la fachada y el interior de la iglesia de Nuestra Señora de la Misericordia de Macerata, la iglesia de la Magdalena de Pesaro.
Por otra parte, durante la permanencia en Ancona para las obras portuarias, fue abordado por la Comuna de Ascoli Piceno para elaborar un dictamen sobre el proyecto de la nueva sala de teatro para llevar a cabo en el Palazzo Arringo; juzgando la estructura de madera de carácter bibienesco concebida por el tallador ascolano Giuseppe Gualtieri bien adaptada al gran vano destinada al propósito en el palacio, Vanvitelli culpó la moda bastante generalizada de imitar las bizarras salas de espectáculos de Bibiena.
La presencia de Vanvitelli y sus muchas obras en las Marcas influyó profundamente en la arquitectura de Ancona y de la región, donde dejó una multitud de seguidores.

### Actividad en Roma
En Roma obtuvo el puesto de arquitecto de la basílica de San Pedro de la Ciudad del Vaticano, que mantuvo toda su vida y tuvo que enfrentar las labores de estabilizar la cúpula. También pintó los frescos de la cappella delle Reliquie de la Basílica de Santa Cecilia en Trastevere. Realizó algunas intervenciones de ordenación, a la vista del Jubileo de 1750, en la iglesia de Santa María de los Ángeles y de los Mártires, obtenida de Michelangelo Buonarroti en las Termas de Diocleciano. En 1911 se demolió la fachada construida antes de las intervenciones de Vanvitelli, pero el interior es todavía el diseñado por Vanvitelli. 
Además, como ya se mencionó, había participado sin éxito en el concurso de la fachada de San Juan de Letrán y de la Fontana de Trevi (1732).

### Reggia di Caserta

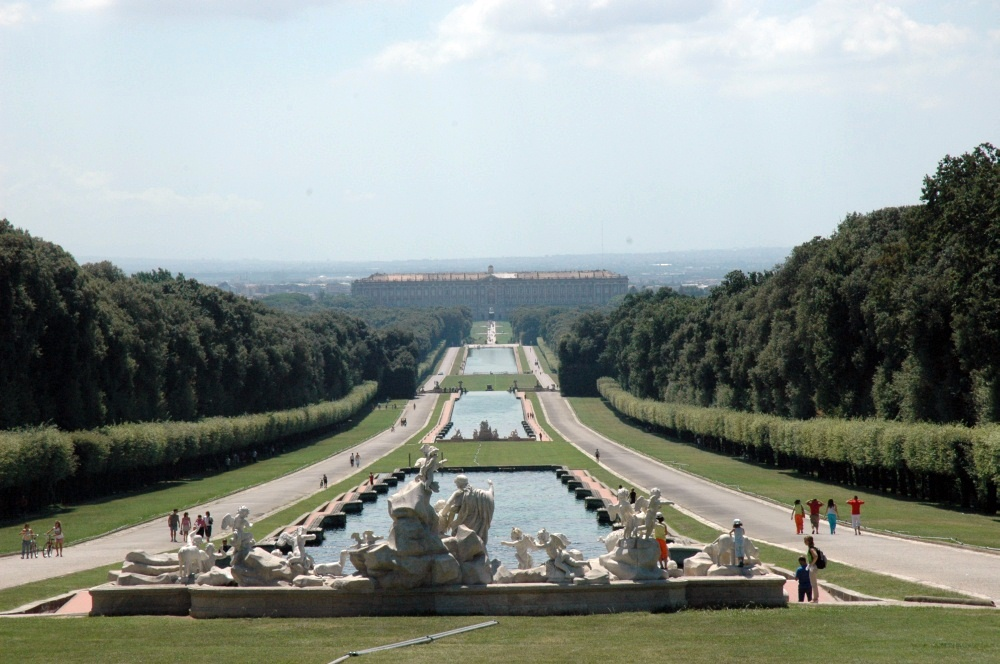
El Palacio Real de Caserta visto desde los jardines

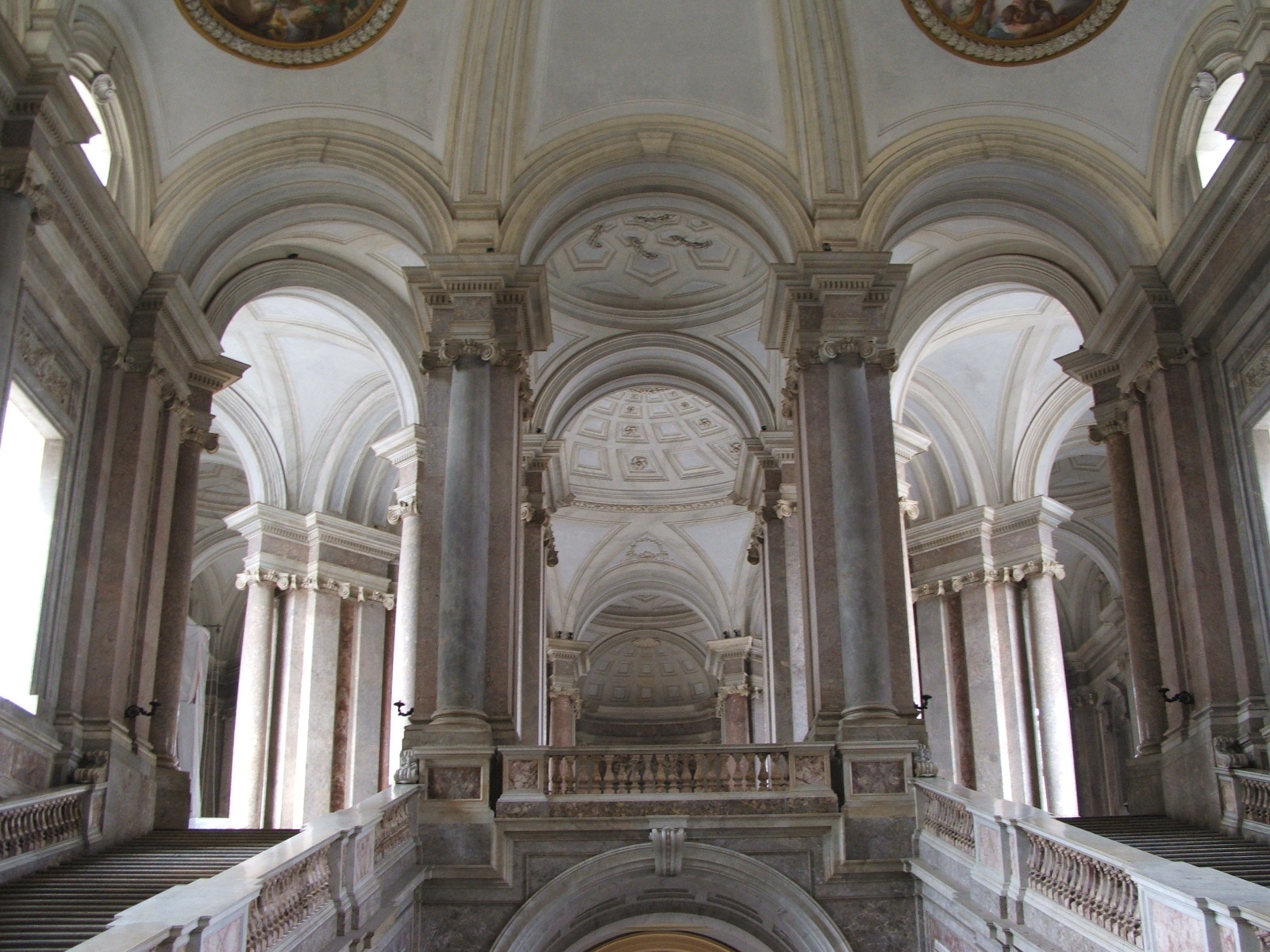
La escalera de honor del Palacio de Caserta

En 1750 el rey de Nápoles Carlos de Borbón encomendó a Vanvitelli el proyecto de un nuevo palacio real que había pensado para la ciudad de Caserta, fácilmente accesible desde la capital de Nápoles, pero distante de ella, como lo estaba Versalles de París. El palacio, que se iba a construir cerca de una nueva ciudad (que se hizo más tarde en diferentes momentos, de forma caótica y sin tener en cuenta las ideas de Vanvitelli), era abastecido de agua por el monumental acueducto Carolino, diseñado por Vanvitelli siguiendo el modelo de las obras hidráulicas de la antigua Roma. El acueducto Carolino fue diseñado y construido para llevar agua al complejo de San Leucio y al Palacio Real de Caserta. Comienza al pie del Monte Taburno, desde las fuentes del Fizzo, en el territorio de Airola (BN), y serpentea por un camino, en su mayoría subterráneo, a lo largo de 38 kilómetros. El trabajo se llevó a cabo en 16 años de trabajo con la colaboración de eruditos y matemáticos del reino de Nápoles. La obra atrajo la atención de toda Europa hasta el punto de ser considerada una de las mayores realizaciones del siglo XVIII.
Vanvitelli decidió junto con el rey Carlos de Borbón dar a conocer en toda Europa la grandeza de lo que estaba ocurriendo en la corte de Nápoles. Durante la ejecución de las obras se alojó en el Palacio del Intendente cerca del Boschetto. Cuando se colocó la primera piedra, se celebró un evento el 20 de enero de 1752, también el día del cumpleaños del Rey. Vanvitelli hizo grabar una frase de buenos deseos en la piedra en latín:
"Stet Domus, et Solium, et Soboles Borbonia, donec / Ad superos propria vi lapis hic redeat"
"Que quede el palacio, el trono y la dinastía de los Borbones (a lo largo del tiempo), hasta que / esta piedra vuelva al cielo por su propia fuerza"
El Palacio Real de Caserta, definida como la última gran creación del barroco italiano, es sin duda su obra más importante. Cuidadísimo en los detalles y articulado sobre cuatro patios monumentales, el edificio está enfrentado a un parque escenográfico, que aprovecha la pendiente natural del terreno para articularse en una gigantesca cascada artificial, marcada por una serie de fuentes con estatuas de mármol. Las partes más pintorescas están a lo largo del atrio y de la escalera de honor y la capilla. Notable es el teatro de la corte, cuya sala en herradura bastante redondeada se vuelve solemne por el orden gigante de columnas, que disimula la típica grácil estructura de madera de los palcos. Desprovisto de las cuatro torres en las esquinas y de la cúpula central, que debería haber dinamizado la mole, el palacio es una especie de síntesis originalísima entre el Palacio de Versalles y El Escorial.
Después de su muerte los trabajos del palacio fueron continuados por su hijo Carlo (Nápoles, 1739-1821). En Caserta tuvo como ayudante a Francesco Sabatini, que será su futuro yerno al casarse con su hija Maria Cecilia, y que gracias a esos trabajos y su contacto con la familia real conseguirá que en 1760 Carlos de Borbón, ya rey de España desde 1759,  le llame a Madrid y se convierta allí en su arquitecto real.

### Actividad en Lombardía
En los años napolitanos, Vanvitelli también consiguió algunos encargos en Lombardía. En Brescia, en ese momento territorio veneciano, diseñó un nuevo ático para la Loggia, mientras que en 1745 en Milán trató en vano de conseguir la comisión para la nueva fachada del Duomo, y también propuso un diseño para un nuevo palacio ducal, no ejecutado, que sin embargo fue la oportunidad para recomendar a la corte de los Habsburgo su alumno Giuseppe Piermarini.

## Otras obras

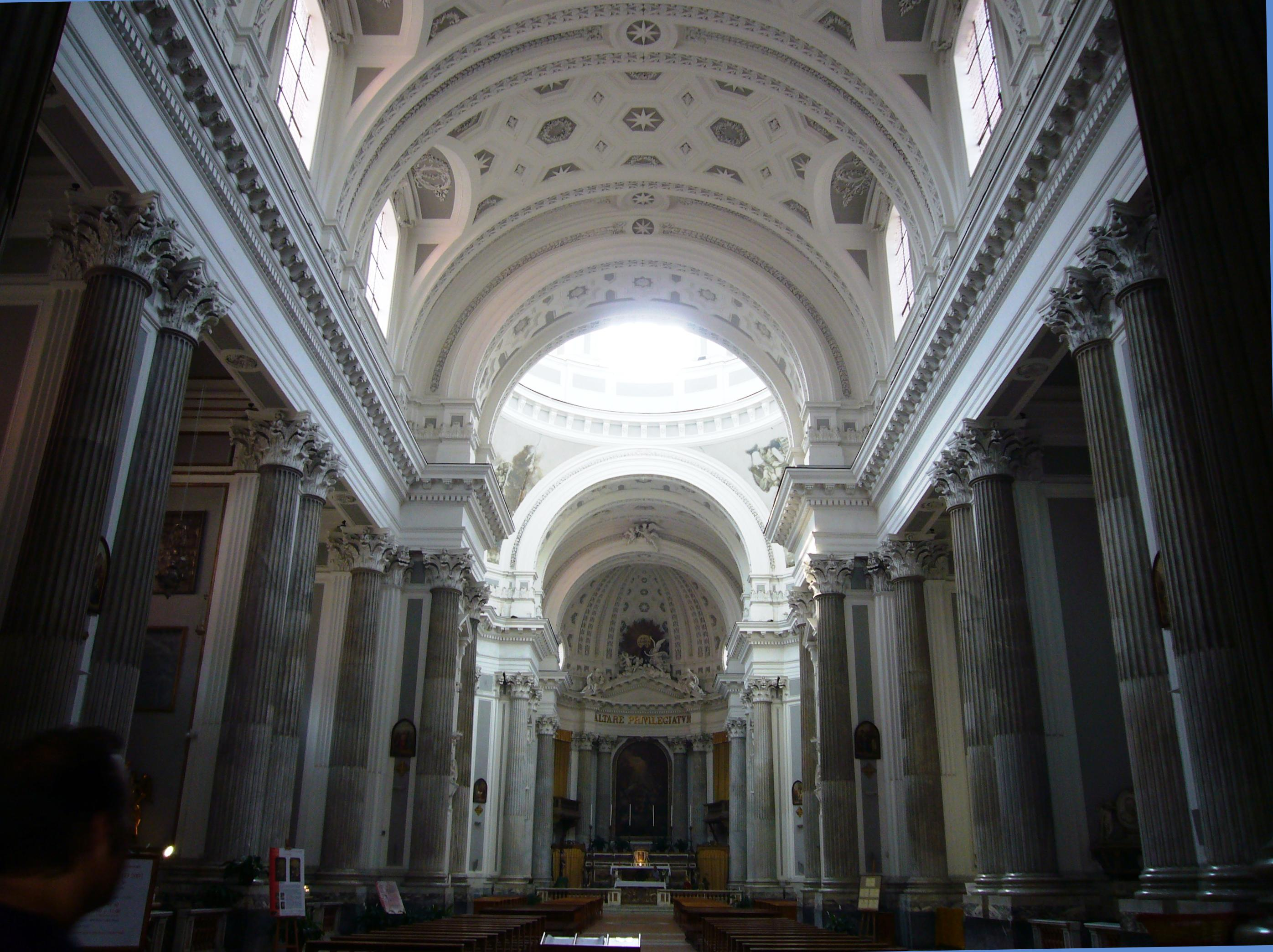
Interior de la Basílica de la Santísima Anunciación Maggiore, Nápoles

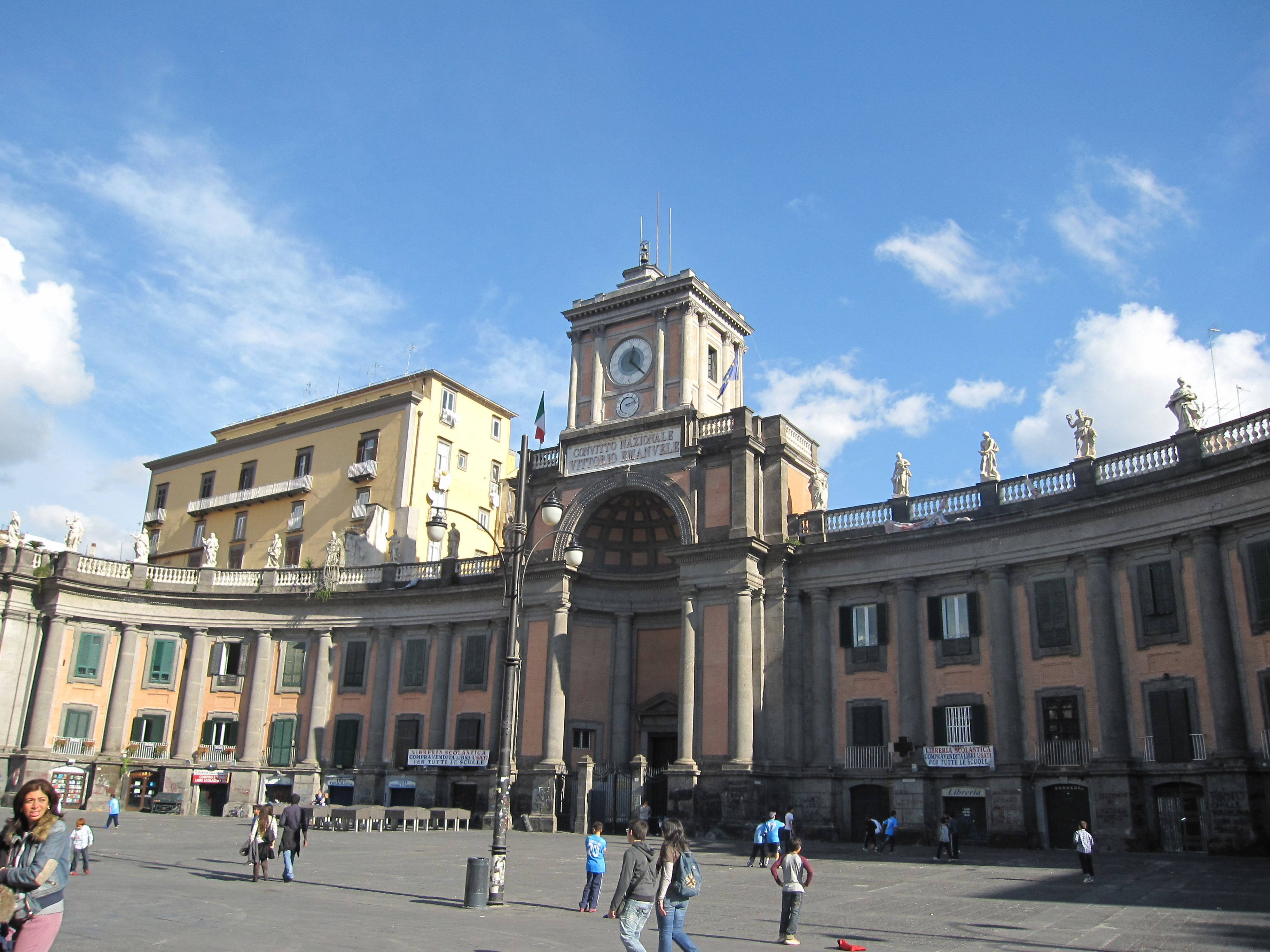
Foro Carolino, hoy Internado Nacional, Nápoles

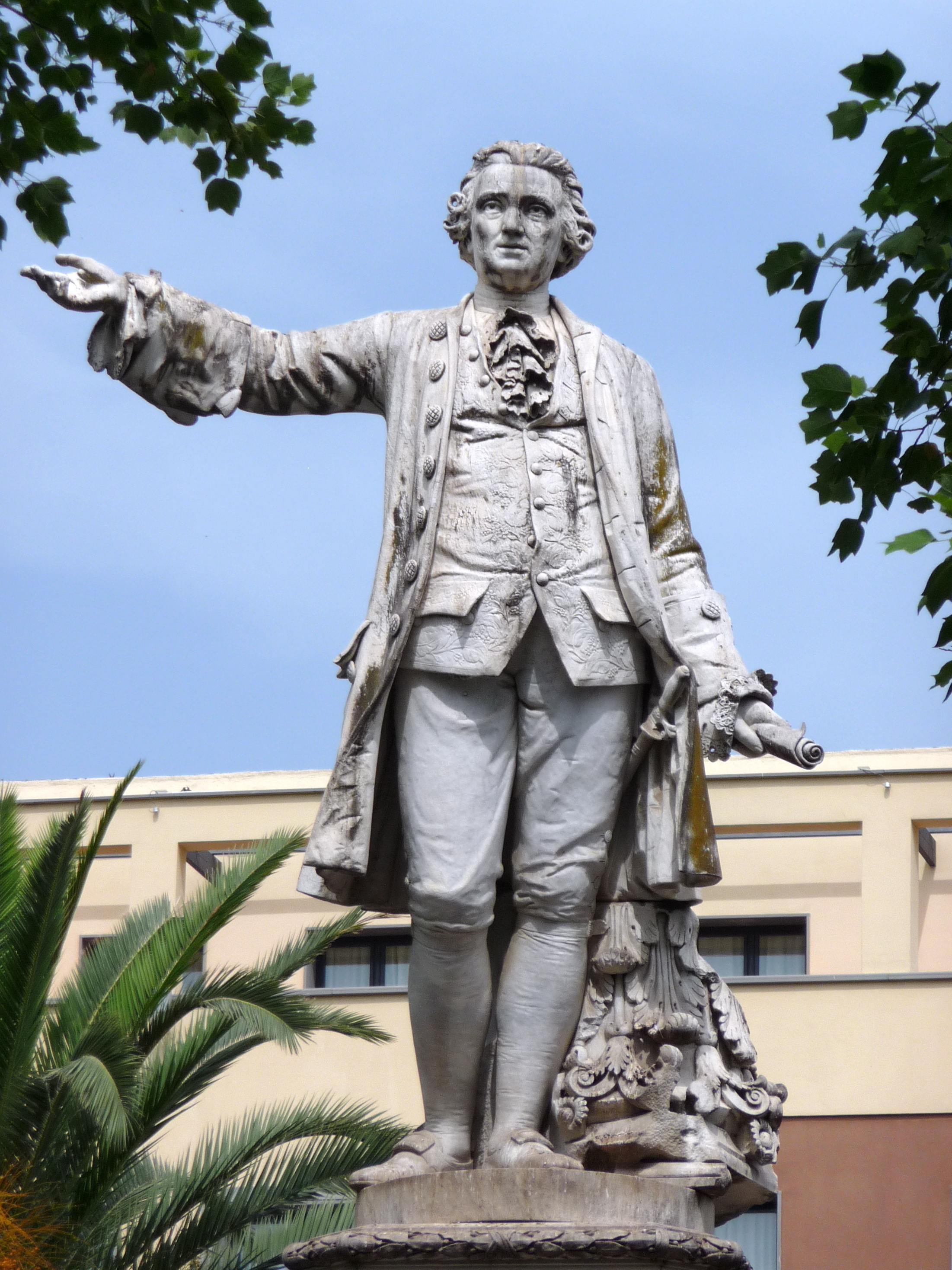
La statua a Luigi Vanvitelli en la homónima plaza de Caserta

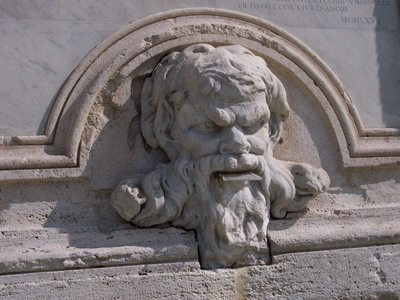
La Fontana de Civitavecchia (1740)

- 1730 –Abacuc e l'angelo e Daniele nella fossa dei leoni: fresco en el presbiterio iglesia del Suffragio, Viterbo.
- 1731 – Fontana en el centro de la frazione de Vermicino, hecha construir por el papa Clemente XII.
- 1733-1738 – Lazareto de Ancona  (Mole Vanvitelliana).
- 1740 – Fontana del Vanvitelli en el centro de las murallas del papa Urbano VIII en el puerto histórico de Civitavecchia hecha construir por el papa Benedicto XIV.
- 1743-1745 – Iglesia del Gesù de Ancona.
- 1747-1755 – Renovación completa de la Iglesia de San Agustín en Siena después de haber sufrido un gran incendio.
- 1749 – Decoración de la Basílica de Santa Maria degli Angeli en las Termas de Diocleciano en Roma.
- 1749 – Consolidación de la cúpula de basílica de San Pedro de la Ciudad del Vaticano.
- 1750-1773 – Palacio Real de Caserta
- 1752 – Ciborio de la capilla del SS. Sacramento en el Duomo de Siracusa.
- 1754  – Sacristía de la basílica santuario de Santa María de Pozzano (1754).
- 1757-1759 – Cuartel de Caballería Borbónica en Nápoles.
- 1757-1765 –  Foro Carolino (hoy piazza Dante) en Nápoles.
- 1757-1773 – Reconstrucción de la Basílica de la Santísima Annunziata Maggiore en Nápoles, tras sufrir un incendio en 1757, completada por su hijo Carlo.
- 1760-1773 – Palazzo Doria d'Angri en Nápoles, continuado por Ferdinando Fuga, Mario Gioffredo y finalmente Carlo Vanvitelli.
- 1761  – Villa Giulia (o De Gregorio de Santelia), en Barra, barrio de Nápoles, terminada en 1761.[10]
- 1763-1773  – Villa Campolieto en Ercolano, donde Vanvitelli se dedicaba desde 1763; la obra fue continuada por su hijo Carlo después de la muerte de su padre.
- 1765 – Convento de San Agustín en Roma (en particular salón de la Biblioteca Angelica terminado en 1765).
- 1775 – Iglesia en estilo neoclásico anexa a la Abadía de Santa Maria del Bosco entre las comunas de Contessa Entellina y Bisacquino.

- Iglesia degli Olivetani de Perugia.
- ?-1760 – Iglesia de la Misión ai Vergini en Nápoles.
- Villa Giulia (Nápoles).
- Fachada de la iglesia de la Santissima Annunziata de Airola.
- Fachada de la iglesia jesuita de San Vito en Recanati (atribución incierta).
- Fontana dei pesci en Largo Campo en el centro histórico de Salerno.
- Muelle Nuove (ahora parte central del Muelle Norte), el Arco Clementino y
- Obras en el anexo Palazzo Apostolico de Loreto.
- Fachada del Palazzo Odescalchi en Roma, en colaboración con Nicola Salvi.
- Palazzo de Gemmis en Terlizzi.
- Palazzo del Liceo Classico "Agostino Nifo" de Sessa Aurunca.
- Palazzo Sforza-Fogliani en Castelnuovo Fogliani en la comuna de Alseno.
- Nuestra Señora de la Misericordia en Macerata.
- Palazzo Torri en Macerata (atribución tradicional).
- Palazzo Vallelonga (hoy sede de la Banca di Credito Popolare de Torre del Greco) en perfecto rococó, en Torre del Greco (NA).
- Ampliación y fachada de Villa Tuscolana en Frascati ahora Gran Hotel Villa Tuscolana.